# David Hentschel
David Hentschel es un ingeniero de grabación, escritor y productor musical británico. Ha trabajado en proyectos tales como "All Things Must Pass" de George Harrison, además de trabajar con artistas como Genesis, Elton John, Ringo Starr, Queen, Phil Collins, Andy Summers, y Mike Oldfield. También creó la música para la película "Operation Daybreak".
No solo es un talentoso productor e ingeniero de grabación, sino que también ha tocado el sintetizador en diferentes grabaciones famosas tales como en la canción "Rocket Man" de Elton John o "Funeral for a Friend" del álbum "Goodbye Yellow Brick Road". Esta es considerada por muchos como un clásico en el uso del sintetizador analógico (ARP2500) para crear la atmósfera y el efecto. David Hentschel también escribió el tema musical para la película "Educando a Rita".
Henstchel lanzó un álbum mediante la compañía discográfica de Ringo Starr, llamada "Startling Music". Consiste en un álbum con versiones de todas las canciones del primer álbum de Ringo Starr como solista.
- Datos: Q1884086